# 北村源三
北村 源三（きたむら げんぞう）（1937年 - ）は、日本のトランペット奏者。

## 略歴
京都府出身。京都市立堀川高等学校を経て東京芸術大学に学ぶ。大学在学中の1958年、第27回日本音楽コンクール管楽器部門第1位入賞。1960年NHK交響楽団に首席トランペット奏者として入団、以後25年間にわたって首席奏者を務めた。1962年から1965年までウィーン国立アカデミーに留学、ヨゼフ・レボラ（ウィーン・フィルハーモニー管弦楽団首席トランペット奏者）に師事。1991年にNHK交響楽団の第11回有馬賞を受賞。1993年にNHK交響楽団を定年退職し、以降N響団友として活動。N響退団後もソロまたはアンサンブルで数多くのコンサート活動を行う。2011年にはウィーンでオルガン伴奏によるソロCD『Con Spirito』を録音。演奏活動を通じて国内外に多くの知己を持つ。
教育者としては国立音楽大学、東京芸術大学などで後進の指導にあたり、津堅直弘、曽我部清典、数原晋、森重修実など数多くの第一線で活躍する演奏家を育て、日本のトランペット界に大きな影響を与えた。京都市立京都堀川音楽高等学校芸術顧問。元日本トランペット協会会長（後に名誉会員）。日本トランペット協会道央協会、芸術の森ブラス・アンサンブル名誉顧問。

## CD
- VOCALISE （1992年）
- 長尾洋史 管楽器の名手を迎えて （2001年）
- Con Spirito （2011年）

他にNHK交響楽団の一員として多くの録音に参加している。